# Football Club Denderzonen Pamel
Dernière mise à jour : 10 août 2020.
Le Football Club Denderzonen Pamel "était un club de football belge, basé dans le village de Pamel, sur le territoire de la commune de Roosdaal, en Brabant flamand. Considéré « club de tradition » dans sa région, le club portait le matricule 4184. Au cours de son Histoire, il a disputé 11 saisons dans les séries nationales, toutes en Promotion.
Il  évolue en deuxième provinciale lors de la saison 2017-2018 mais ne peut la terminer en raison d'une suspension d'activités, prononcée début avril 2018, par le C.E. de la fédération pour accumulation dettes et dépassement des délais de paiement. Dernier de sa série, le club est relégué. Il n'aligne pas d'équipe en P3 août 2018.

## Histoire
Le Football Club Denderzonen Pamel est fondé le 2 novembre 1944, et reçoit le matricule 4184 lors de son affiliation à l'Union Belge. Le club débute un an plus tard au plus bas niveau, et gravit ensuite rapidement les échelons provinciaux. En 1960, il remporte le titre provincial, et atteint pour la première fois la Promotion, quatrième et dernier niveau national, et ce en à peine quinze saisons.
Pour sa première saison dans les séries nationales, le Denderzonen termine à une fort belle cinquième place. Le club recule au classement les saisons suivantes, et se sauve de justesse en 1963. Deux ans plus tard toutefois, le club ne peut éviter la relégation, et doit retourner en première provinciale après cinq saisons en Promotion. Il ne tarde pas à remonter, remportant directement le titre brabançon, et revient directement en nationales. Ce retour ne dure que deux ans, le club termine dernier en 1968 et redescend à nouveau en provinciales.
Cette fois, le club de Pamel met trois ans à remonter en Promotion. Pour son retour, il signe sa meilleure saison, décrochant la troisième place, performance répétée deux ans plus tard. Mais après trois saisons dans le top-5 du classement, le club vit une saison 1974-1975 catastrophique, et finit à la dernière place. Après quatre ans, le club est relégué pour la troisième fois vers les séries provinciales. Il n'est ensuite plus jamais revenu en nationales, chutant même jusqu'en troisième provinciale. Un titre remporté à ce niveau en 2011 lui permet de revenir en « P2 », où il évolue depuis.
À partir du milieu des années 2010, le club commence à souffrir de problèmes financiers à répétition. La direction du club de tradition a beau nier que la faillite menace , pendant la saison 2016-2017, des forfaits lui sont infligés quand les joueurs non payé refusent de jouer  ! Avant la fin de la saison suivante, le cercle se retrouve « en interdiction d'activité sportives » à partir du 4 avril 2018. Une décision du Comité Exécutif de la fédération pour l'accumulation d'une dette chiffrée à plus ou moins 30 mille euros. Dernier de sa série de P2 Brabant flamand, le club qui se dirigeait vers son 75e anniversaire n'inscrit pas d'équipe lors de la saison 2018-2019. Une solution semblait avoir été trouvée, avec quelques investisseurs locaux, et annoncé une nouvelle appellation de « Pamel 2020 » . Le club devait connaître une année sabbatique et recommencer avec cette nouvelle appellation lors de l'exercice 2019-2020, mais rien ne se passa.

## Résultats dans les divisions nationales
Statistiques clôturées club disparu

### Bilan
| Niv | Divisions     | Jouées | Titres | TM Up | TM Down |
| --- | ------------- | ------ | ------ | ----- | ------- |
| I   | 1re nationale | 0      | 0      |       |         |
| II  | 2e nationale  | 0      | 0      |       |         |
| III | 3e nationale  | 0      | 0      |       |         |
| IV  | 4e nationale  | 11     | 0      |       |         |
| V   | 5e nationale  | 0      | 0      |       |         |
|     |               |        |        |       |         |
|     | TOTAUX        | 11     | 0      | 0     | 0       |

- TM Up : test-match pour départager des égalités, ou toutes formes de Barrages ou de Tour final pour une montée éventuelle.
- TM Down : test-match pour départager des égalités, ou toutes formes de Barrages ou de Tour final pour le maintien.

### Classements saison par saison
| Ordre               | Saison  | Nom du club          | Niveau            | Classement final | Remarques |
| ------------------- | ------- | -------------------- | ----------------- | ---------------- | --------- |
| 1                   | 1960-61 | FC Denderzonen Pamel | Promotion série A | 5e/16            |           |
| 2                   | 1961-62 | FC Denderzonen Pamel | Promotion série A | 10e/16           |           |
| 3                   | 1962-63 | FC Denderzonen Pamel | Promotion série D | 13e/16           |           |
| 4                   | 1963-64 | FC Denderzonen Pamel | Promotion série B | 7e/16            |           |
| 5                   | 1964-65 | FC Denderzonen Pamel | Promotion série B | 14e/16           | Relégué!  |
| séries provinciales |         |                      |                   |                  |           |
| 6                   | 1966-67 | FC Denderzonen Pamel | Promotion série D | 11e/16           |           |
| 7                   | 1967-68 | FC Denderzonen Pamel | Promotion série A | 16e/16           | Relégué!  |
| séries provinciales |         |                      |                   |                  |           |
| 8                   | 1971-72 | FC Denderzonen Pamel | Promotion série A | 3e/16            |           |
| 9                   | 1972-73 | FC Denderzonen Pamel | Promotion série D | 5e/16            |           |
| 10                  | 1973-74 | FC Denderzonen Pamel | Promotion série D | 3e/16            |           |
| 11                  | 1974-75 | FC Denderzonen Pamel | Promotion série A | 16e/16           | Relégué!  |
| séries provinciales |         |                      |                   |                  |           |

### Sources et liens externes
- (nl) « Fiche de l'équipe », sur Belgian Soccer Database